# 다체 문제

다체 문제(多體問題, many-body problem)는 여러 물체의 질량과 초기 위치, 초기 속도를 주고서 이후의 운동 상태를 찾는 문제이다. 중력만이 주어졌을 때 두 물체의 운동은 고전역학의 테두리 안에서 해석적으로 정확히 기술할 수 있다. 그러나 물체가 셋 이상이 되면 근사적으로 해결할 수밖에 없다. 양자역학적으로 본다면 일체문제 즉, 한개의 입자도 일반적인 포텐셜이 주여졌을 때 해석적인 답이 없다. 또한 양자 마당 이론에서는 진공도 풀 수 없는 문제이다.

## 같이 보기
- 이체 문제
- 삼체 문제
- 라그랑주 점